# Agnez Mo (album)
Agnez Mo là album phòng thu thứ bảy của nữ ca sĩ người Indonesia Agnez Mo, được phát hành vào ngày 1 thángngày 1 tháng 6 năm 2013 bởi hãng đĩa Sony Music Indonesia. Mặc dù toàn bộ bài hát bằng tiếng Anh, album đã được phát hành chỉ dành cho thị trường Indonesia. Các album đã phát hành kỹ thuật số của Sony Music. Doanh số bán hàng của album được thực hiện trong một bó với sản phẩm cà phê Ship Fire. Các ca khúc trong album này có thể được tải về miễn phí với các điểm có sẵn từ mỗi 3in1 mua sản phẩm (Special Mix, Kopi Susu, Mocha, Grande White, Grande Jave Late). Qua album này, ông giới thiệu tên giai đoạn mới của ông từ trước đó "Agnes Monica".

## Danh sách ca khúc
- Thông tin được lấy từ trang web chính thức của Agnez Mo.

| STT              | Nhan đề                    | Sáng tác                        | Producer(s)      | Thời lượng |
| ---------------- | -------------------------- | ------------------------------- | ---------------- | ---------- |
| 1.               | "Hide and Seek"            | Agnez Mo                        | Tearce Kizzo     | 03.48      |
| 2.               | "Walk"                     | H2OLife                         | Tearce Kizzo     | 03.20      |
| 3.               | "Bad Girl"                 | Agnez Mo                        | Tearce Kizzo     | 03.55      |
| 4.               | "Flying High"              | Agnez Mo                        | Tearce Kizzo     | 02.53      |
| 5.               | "Got Me Figured Out"       | Justin Truggman, Agnez Mo       | Tearce Kizzo     | 03.48      |
| 6.               | "Things Will Get Better"   | Agnez Mo, Corey Chorus          | Tearce Kizzo     | 04.07      |
| 7.               | "Renegade"                 | Agnez Mo, H2OLife, Wizz Dumb    | Tearce Kizzo     | 03.23      |
| 8.               | "Be Brave"                 | Timbaland, Wizz Dumb            | Tearce Kizzo     | 03.49      |
| 9.               | "Let's Fall in Love Again" | Agnez Mo, Justin Truggman       | Tearce Kizzo     | 03.17      |
| 10.              | "Shut 'Em Up"              | Agnez Mo, Tearce Kizzo, H2OLife | Tearce Kizzo     | 02.55      |
| Tổng thời lượng: | Tổng thời lượng:           | Tổng thời lượng:                | Tổng thời lượng: | 35.25      |